# بينجامين غاليندو
بينجامين غاليندو (بالإسبانية: Benjamín Galindo)‏ هو مدرب كرة قدم ولاعب كرة قدم مكسيكي، ولد في 11 ديسمبر 1960 في Tierra Blanca, Cartago ‏ في كوستاريكا. شارك مع منتخب المكسيك لكرة القدم. أما مع النوادي، فقد لعب مع سانتوس لاغونا وكروز آزول ونادي باتشوكا ونادي غوادالاخارا.

## وصلات خارجية
- بينجامين غاليندو على موقع الاتحاد الدولي (مؤرشف)  (الإنجليزية)
- بينجامين غاليندو على موقع قاعدة بيانات كرة القدم.إي يو (الإنجليزية)
- بينجامين غاليندو على موقع ناشيونال فوتبول تيمز (الإنجليزية)
- بينجامين غاليندو على موقع Soccerway.com (الإنجليزية)